# Zorobabel Rodríguez
Zorobabel Rodríguez Benavides (Quillota, 4 de octubre de 1839-Valparaíso, 29 de septiembre de 1901) fue un abogado, político, periodista, escritor y lexicógrafo chileno.
Fue redactor del diario El Independiente y fundador del diario La Unión. En el ámbito político, militó en el Partido Conservador, siendo diputado propietario por Chillán, Santiago y Linares entre 1870 y 1891. En 1875, publicó el primer diccionario de chilenismos. Además, fue superintendente de Aduanas en Valparaíso desde 1891 hasta 1901.

## Biografía
Hijo de José Martín Rodríguez Osorio y Francisca Javiera Benavides Carrera,  realizó sus estudios primarios en los Sagrados Corazones de Valparaíso, los que continuó en el colegio San Luis de Santiago, en donde se inició como profesor dando clases de gramática. Posteriormente, cursó Leyes en la sección universitaria del Instituto Nacional, lugar en el que recibió su licenciatura con la memoria "Estado comparativo de la mujer bajo el influjo de la legislación pagana y de la cristiana", que se publicó en los Anales de la Universidad de Chile en 1865. Contrajo matrimonio en 1861. Entre 1862 y 1863, colaboró en el diario El bien público, donde publicó las poesías que posteriormente recopilaría en el libro La cueva del loco Eustaquio.
En 1864, egresó de Leyes, pero no se tituló. Empezó a colaborar en el diario El Independiente, donde destacó como redactor y escritor de una columna diaria entre 1867 y 1884.
Fue diputado propietario por Chillán en tres periodos consecutivos: desde 1870 hasta 1873, entre 1873 y 1876 y desde 1876 hasta 1879; por Santiago entre 1879 y 1885 y desde 1888 hasta 1891; y por Linares entre 1885 y 1888.
En 1875, publicó el primer libro sobre modismos chilenos, Diccionario de chilenismos. Esta publicación le valió un asiento como numerario en la Academia Chilena de la Lengua cuando la RAE la fundó en 1885.
En 1884, su defensa de la separación del Estado e la Iglesia provocó un desencuentro con sus correligionarios del Partido Conservador, dejando su trabajo en El Independiente. Obtuvo el título de abogado el 1 de octubre de 1884. Entre ese año y 1887, se desempeñó como profesor de Economía Política en la Facultad de Derecho de la Universidad de Chile. Destacó por su defensa de la economía liberal. Siendo uno de los discípulos más influyentes del destacado economista francés Jean Gustave Courcelle-Seneuil y promotor de sus ideas liberales.
En 1891, participó en la revolución contra el gobierno del presidente Balmaceda. Fue detenido y deportado a Perú, pero el triunfo de los congresistas le volvió a abrir las puertas de Chile.
Desde 1891 hasta 1901, fue superintendente de Aduanas en Valparaíso, puesto que lo alejaba de la primera línea política y lo obligó a dejar su trabajo en la Universidad de Chile y en el diario La Unión.
Publicó en 1893 Estudios económicos y en 1894 Tratado de economía política, texto que sería de cátedra en la Universidad de Chile. En 1901, trabajaba en una segunda parte de su libro sobre chilenismos, pero falleció antes de completar su obra.

## Obra escrita
- 1864 - La cueva del loco Eustaquio
- 1875 - Diccionario de chilenismos
- 1893 - Estudios económicos
- 1894 - Tratado de economía política
- ¿? - Francisco Bilbao: su vida y sus doctrinas
- ¿? - Perfiles y reminiscencias
- ¿? - Tratado de economía política